# Orion 1
Orion 1 aurait été la première mission inhabitée utilisant un  vaisseau Orion, elle devait être lancée en décembre 2013 soit deux ans après le retrait de la navette spatiale américaine. Il était prévu que le vaisseau soit lancé au même niveau que l'orbite de l'ISS, mais sans amarrage. L'atterrissage devait se faire au large des côtes australiennes.